# Bubenské nábřeží
Bubenské nábřeží v Holešovicích v Praze vede kolem levého břehu Vltavy od Negrelliho viaduktu k Libeňskému mostu. Nazváno je podle vesnice Bubny, která byla v roce 1850 sloučena s obcí Holešovice a v roce 1884 připojena k městu Praha. Vede tu tramvajová trať. V roce 2005 proběhla rekonstrukce nábřeží a pro návštěvníky je k dispozici chodník mezi vozovkou a vltavským břehem.

## Historie a názvy
Nábřeží v dnešním rozsahu vzniklo v letech 1925-30 při úpravě prostoru za Pražskou tržnicí. V letech 1900-1930 se oblast nábřeží nazývala "Vltavská ulice".

## Budovy, firmy a instituce
- Arc House - Bubenské nábřeží 6[5]
- kadeřnictví Salon Cool - Bubenské nábřeží 8[6]
- dům Maribor - Bubenské nábřeží 9, někdejší sídlo semenářské firmy Jindřicha Vaňka
- Pražská tržnice - Bubenské nábřeží 13[7]
- BowTie Prague - Bubenské nábřeží 19[8]
- Řeznický dům - Bubenské nábřeží 702/VII